# Феррари, Альфредо
Альфредо Феррари (известен как Альфредино или Дино, итал. Alfredo Ferrari; 19 января 1932 — 30 июня 1956) — итальянский автомобильный инженер, первый сын автомобильного конструктора Энцо Феррари. У Дино было диагностировано неизлечимое заболевание, миодистрофия Дюшенна, из-за которого он умер в 24 года. В честь Дино после его смерти Ferrari назвали автомобиль, над двигателем которого он работал при жизни.

## Ранние годы
Альфредо Феррари родился 19 января 1932 года в Модене в итальянской семье Энцо Феррари и Лауры Доминики Гарелло. Альфредо был назван в честь дедушки по отцовской линии. Энцо, который в то время был автогонщиком Alfa Romeo, поклялся прекратить гонять на автомобилях, если у него родится сын. Он сдержал своё слово и ушёл из гонок в 1932 году, сосредоточившись на управлении своей собственной новообразованной гоночной команды Scuderia Ferrari.
С ранних лет Энцо растил Альфредино (маленького Альфредо) как своего преемника. Сын изучал экономику в Болонье, прежде чем переехать в Швейцарию для изучения машиностроения.

## Карьера в Ferrari

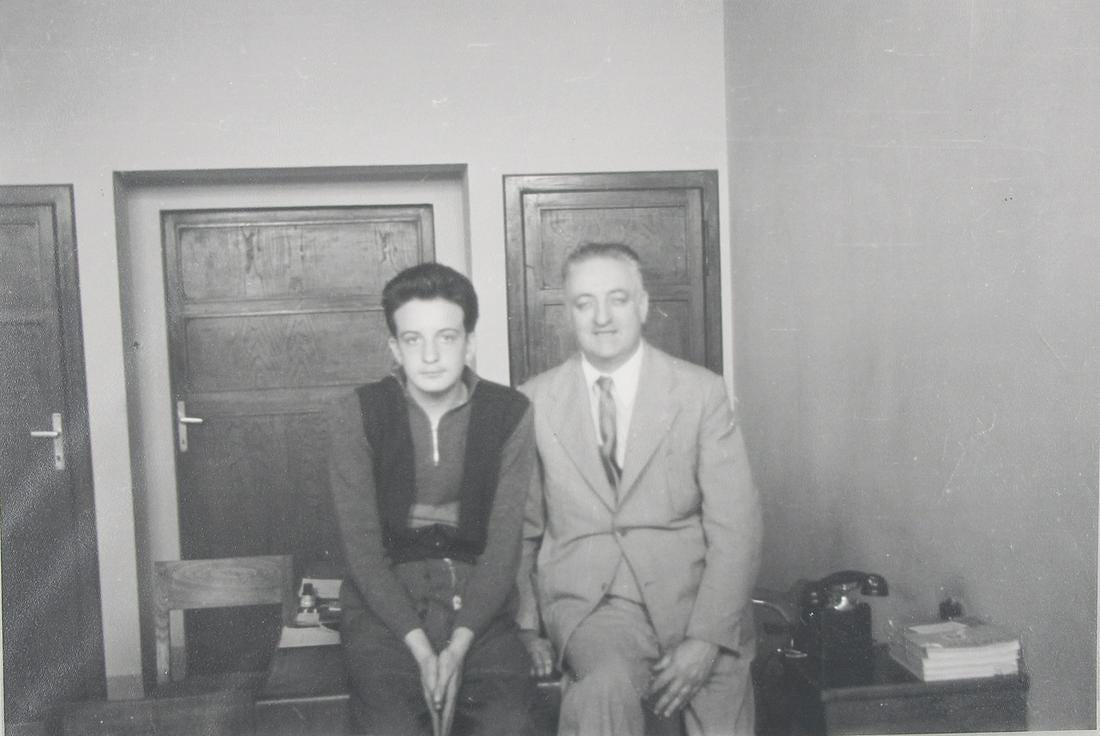
Дино с отцом в 1947 году

За свою недолгую карьеру в Ferrari Альфредо стал известен благодаря гоночному автомобилю 750 Monza и 1,5-литровому двигателю V6 Ferrari Dino, который позже использовался командой Scuderia Ferrari в ранних гонках Формулы-2. В конце 1955 года Альфредо предложил своему отцу разработать 1,5-литровый двигатель DOHC V6 для Формулы-2. Два года спустя, в 1957 году, Энцо назвал в его честь серию гоночных спортивных автомобилей Dino, использующих этот двигатель V6. Вскоре за ними последовали дорожные автомобили той же марки.
Джино Ранкати, друг Энцо Феррари, отметил: «Дино, хотя и страдал из-за своего здоровья, всегда играл активную роль в компании Ferrari. Его интересовало все, но, пожалуй, больше всего его интересовали двигатели».

## Смерть
Во время работы в Ferrari у Альфредо начались проблемы со здоровьем. Его физические движения постепенно становились скованными, и он часто не мог сохранять равновесие. В Модене у него диагностировали миодистрофию Дюшенна. Уже в больнице в последние дни своей жизни Дино с коллегой-инженером Витторио Джано и отцом Энцо Феррари обсуждал технические детали 1,5-литрового V6. Энцо отмечал интенсивность, интеллект и внимательность Дино. Альфредо умер в Модене 30 июня 1956 года в возрасте 24 лет, так и не увидев двигатель, разработкой которого занимался.
Смерть Альфредо сказалась на браке его родителей. Мать Лаура Доминика Гарелло так и не смогла смириться с потерей своего единственного сына, её состояние становилось всё более неустойчивым и нестабильным.
Пьеро Феррари, младший сводный брат Дино, который родился вне брака у Энцо Феррари и его любовницы Лины Ларди 22 мая 1945 года и который стал наследником Энцо после смерти Дино, говорил: «Я никогда не знал Дино, но я никогда не чувствовал себя жертвой его памяти или боли, которую мой отец, Энцо, всегда испытывал из-за его смерти. И я был бы неискренен, если бы не сказал, что, когда обо мне узнали [в 1978 году, после смерти Лоры], я испытал много эмоций».
Джино Ранкати, давний друг Дино и Энцо Феррари, сказал: «Пьеро теперь мужчина, у него своя семья, но одержимость его отца памятью о Дино, должно быть, оставила на нём след».

## Наследие

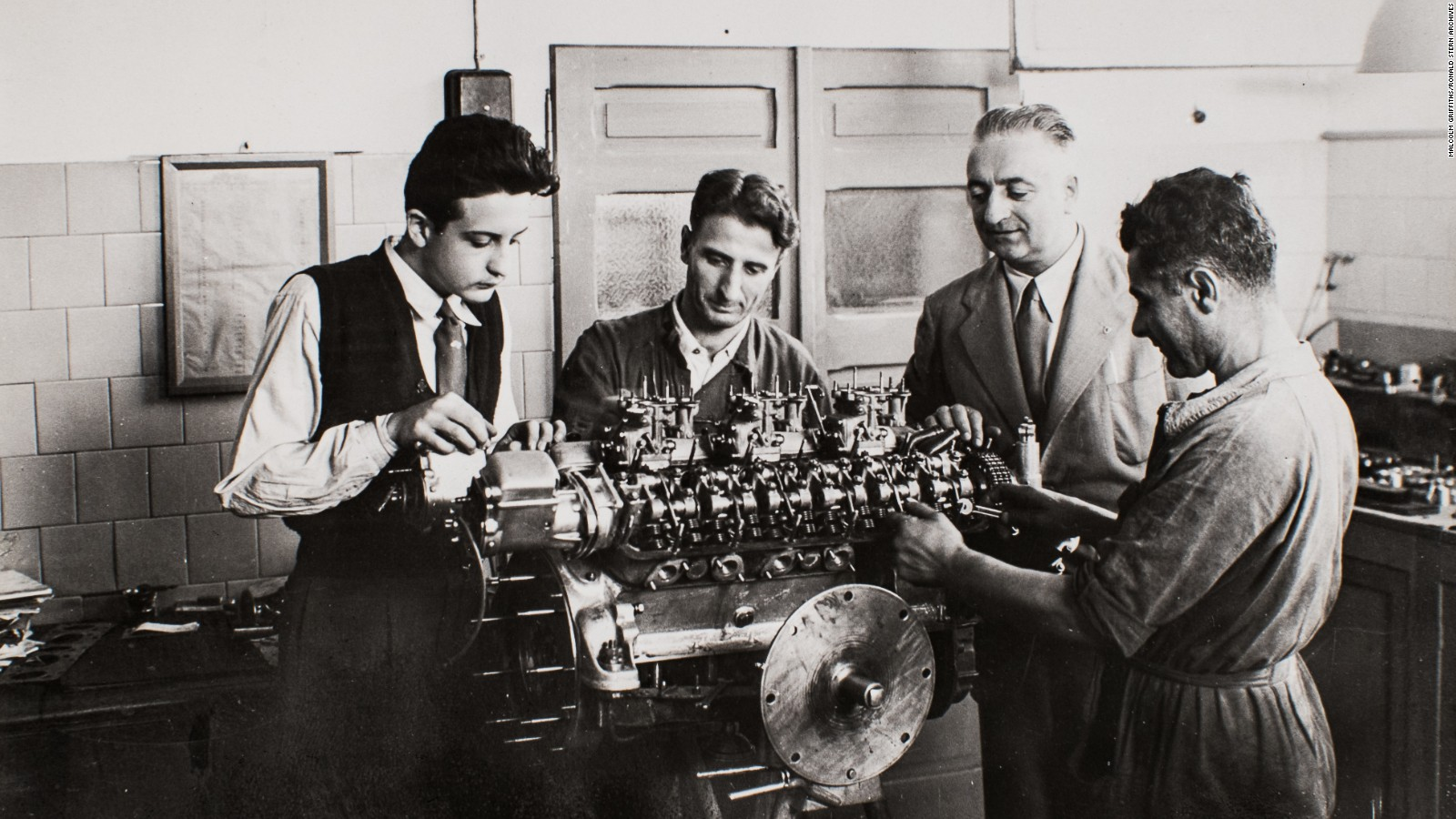
Дино и Энцо Феррари с механиками, предположительно 1947 год

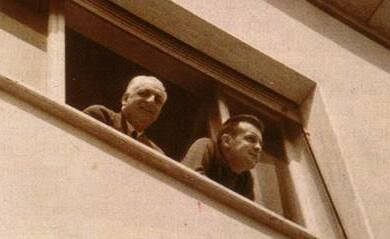
Энцо и Дино Феррари в Маранелло, 1955 год

Альфредо Феррари известен благодаря двигателю, который он разрабатывал и который позже назвали Ferrari Dino. Серия V-образных шести и восьмицилиндровых двигателей Dino производилась Ferrari с конца 1950-х до начала 2000-х годов. Марка автомобилей Dino наиболее известна спортивными заднеприводными автомобилями со средним расположением двигателя, которые Ferrari производила с 1957 по 1976 год.
В конце 1956 года появилась марка автомобилей Dino с появлением гоночного болида Формулы-2 с передним расположением двигателя. На автомобиль устанавливался совершенно новый двигатель Ferrari Dino V6. Название Dino также использовалось для некоторых моделей с двигателями меньше 12 цилиндров, это была попытка компании создать относительно недорогой спортивный автомобиль. Название Ferrari оставалось зарезервированным для премиальных моделей V12 и Flat-12 до 1976 года, когда название Dino было упразднено в пользу основного бренда Ferrari.
В 1950-х Альфредо вместе с инженером Витторио Яно убедили Энцо Феррари произвести линейку гоночных автомобилей с двигателями V6 и V8. Надпись, украшающая значок и крышки головок цилиндров, была создана на основе подписи Дино.
В 1962 году Энцо Феррари учредил Premio Giornalistico Dino Ferrari (Премия Дино Феррари в области журналистики) в память о своём сыне, которая составляла 500 000 лир. Позже призовой фонд был увеличен до 1 миллиона лир в дополнение к небольшой бронзовой статуэтке гарцующей лощади — эмблемы Ferrari. Лауреатами ежегодной премии среди прочих стали писатели Джино Ранкати, Джованни Арпино и Альберто Бевилаккуа.
Автодром Энцо и Дино Феррари в Имоле изначально назывался «Автодром Дино Феррари» в честь Альфредо, а имя его отца было добавлено после смерти Энцо в 1988 году. 16 сентября 1979 года здесь прошёл внезачётный Гран-при Дино Феррари.
Сводный брат Дино, Пьеро, также активно поддерживает Centro Dino Ferrari, исследовательский центр нейродегенеративных и мышечных заболеваний при Миланском университете, расположенный в Институте клинической неврологии при университетской поликлинике Милана. Центр был основан в 1978 году их отцом Энцо Феррари вместе с профессором Гульельмо Скарлато в 1978 году.